# Przemysław Krzyżanowski
Przemysław Krzyżanowski (ur. 17 października 1966 w Szubinie) – polski pedagog, samorządowiec i urzędnik państwowy, w latach 2008–2013 i od 2015 wiceprezydent Koszalina, w latach 2013–2015 podsekretarz stanu w Ministerstwie Edukacji Narodowej.

## Życiorys
Urodził się w rodzinie nauczycielskiej jako syn Józefa i Danuty. Absolwent II Liceum Ogólnokształcącego im. Władysława Broniewskiego w Koszalinie. Ukończył studia z historii w Wyższej Szkoły Pedagogicznej w Słupsku. Absolwent kursów z zarządzania w oświacie, a także studiów podyplomowych z zakresu profilaktyki i resocjalizacji dzieci i młodzieży w Wyższej Szkoły Pedagogicznej w Bydgoszczy oraz studiów podyplomowych w zakresie organizacji i zarządzania oświatą w Gnieźnieńskiej Wyższej Szkole Humanistyczno-Menedżerskiej w Gnieźnie.
Pracował jako pedagog w Wojewódzkiej Poradni Wychowawczo-Zawodowej w Koszalinie, a następnie kierował ośrodkiem resocjalizacyjnym Towarzystwa Przyjaciół Dzieci w tym samym mieście. W 1996 został inspektorem w Wydziale Oświaty i Kultury Urzędu Miejskiego w Koszalinie, a od 2000 kierował Wydziałem Edukacji w tym urzędzie. Od 2006 pełnił funkcję członka Komisji Edukacji Związku Miast Polskich, a od 2012 wykonywał obowiązki przewodniczącego tej komisji. W 2008 powołany na stanowisko zastępcy prezydenta Koszalina do spraw społecznych. Jednocześnie przez 20 lat prowadził na antenie Polskiego Radia Koszalin audycję pt. Premiera –  Magazyn Nowości Filmowych.
30 stycznia 2013 powołany na stanowisko podsekretarza stanu w Ministerstwie Edukacji Narodowej, odpowiedzialnego za kształcenie ogólne i wychowanie, funkcjonowanie przedszkoli i szkół, kształcenie nauczycieli oraz współpracę z samorządem terytorialnym. W wyborach samorządowych w 2014 uzyskał mandat radnego Koszalina z listy Platformy Obywatelskiej. Zakończył pełnienie funkcji wiceministra w styczniu 2015. Następnie 30 stycznia tegoż roku powrócił na stanowisko wiceprezydenta Koszalina. W 2024 został ponownie wybrany do rady miejskiej, kończąc w tym samym roku pełnienie funkcji wiceprezydenta.

## Życie prywatne
Żonaty z Anną, m.in. wicedyrektor II Liceum Ogólnokształcącego w Koszalinie, ma dwóch synów.